# Acta Sociologica
Acta Sociologica es la revista científica trimestral de la Asociación Nórdica de la Sociología, el primer número fue publicado a finales de 1955. La revista es publicada en inglés y su sede editorial está ubicada en la Universidad de Gotemburgo, Suecia.

## Resumen e indexación
Acta Sociologica se resume e indexa en Scopus y en el Social Sciences Citation Index . Según Journal Citation Reports , su factor de impacto de 2019 es 1.273, ubicándose en el puesto 57 de 143 revistas en la categoría "Sociología".

## Métricas de revista
2024
- Web of Science Group : 1.96
- Índice h de Google Scholar: 56
- Scopus: 2.14